# Fotbal Club Agro Chișinău
Il Fotbal Club Agro Chișinău è stata una squadra calcistica moldava attiva tra il 1990 e il 2008. Ha partecipato a tredici edizioni della Divizia Națională, massima serie del campionato moldavo di calcio.

## Storia
Il club fu fondato nel 1990 come Constructorul Chișinău e prese parte alla prima edizione del campionato di calcio moldavo dopo l'indipendenza dall'Unione Sovietica terminando al sesto posto. Al termine della stagione cambiò nome in Constructorul-Agro Chișinău per mutare successivamente, dopo un solo anno, in Agro Chișinău e in Agro-Goliador Chișinău a partire dal 2004.
Giocò nella massima serie moldava fino al 2003-2004 raggiungendo come massimo risultato il quarto posto nel 1995-1996 mentre nella coppa di Moldavia in più occasioni raggiunse i quarti di finale.
Dopo la discesa in Divizia A disputò quattro stagioni nella seconda serie venendo nuovamente retrocesso e si sciolse.